# Kadiatou Konaté
Kadiatou Konaté là một một đạo diễn và nhà biên kịch phim người Mali. Tác phẩm đáng chú ý nhất của bà là L'Enfant terrible, một phim hoạt hình ngắn dựa trên thần thoại châu Phi. Bà cũng đã sản xuất một số phim tài liệu, thường tập trung vào các vấn đề của phụ nữ và trẻ em ở Mali.

## Tiểu sử
Konaté sinh ra tại Bamako, Mali. Gia đình bà, tộc Konates, là hoàng tộc đã từng thuộc về Gbara của Old Mali.
Bà từng học tại Cheikh Anta Diop University.

## Sự nghiệp phim
Sau khi rời trường đại học, Konaté làm việc như một thành viên của đoàn làm phim trong bộ phim kinh điển Yeelen năm 1985 của Souleymane Cissé. Năm 1989, bà viết kịch bản cho bộ phim hoạt hình ngắn La Geste de Ségou, đạo diễn bởi đồng nghiệp người Mali Mambaye Coulibaly. Tác phẩm solo đầu tiên của bà được kể đến là phim tài liệu Des Yeux Pour Pleurer (Crying Eyes), quay video năm 1992. Konaté đã làm theo điều này với một bộ phim tài liệu thứ hai, cũng được quay trên video Circulation Routiere (Traffic), đồng đạo diễn với Kabide Djedje. Năm 1993, bà đã sản xuất ba bộ phim ngắn, trong đó đáng chú ý nhất là L'Enfant terrible (The Terrible Child), hợp tác sản xuất với xưởng Graphoui của Bỉ. L'Enfant terrible, dựa trên một huyền thoại Trung Phi, giống như La Geste de Ségou, một câu chuyện hoạt hình sử dụng những con rối. Tác phẩm mang tinh thần nhân từ, một đứa trẻ được sinh ra với hàm răng và khả năng nói chuyện và đi lại, người tìm thấy anh trai của mình và bắt đầu một hành trình bất thường. Nó vẫn là tác phẩm được đánh giá cao nhất của cô.
Konaté theo dõi các bộ phim ngắn của mình bằng cách quay lại phim tài liệu, phát hành Femmes et Développement năm 1995. Femmes et Développement so sánh giữa phụ nữ ở Mali từ các nhóm kinh tế xã hội khác nhau. Bộ phim nhìn vào những gì đã được hoàn thành bởi phụ nữ ở đất nước của bà và những gì vẫn cần phải hoàn thành. Năm 1998, bà đạo diễn Un mineur en milieu carcéral, một bộ phim tài liệu ngắn tìm hiểu về hoàn cảnh của những đứa trẻ bị giam giữ, thường là cho những vi phạm nhỏ.
Phim tài liệu năm 2008 của bà Daman Da (Yellow Mirage), theo dõi cuộc sống hàng ngày của những người khai thác vàng ở Mali. Bà đã bị cuốn hút vào chủ đề sau khi xem một báo cáo tin tức địa phương về chủ đề này. Bộ phim cho thấy những khó khăn mà các thợ mỏ phải đối mặt, làm việc trong điều kiện thô thiển, nhưng cũng là sự trung thực và đạo đức làm việc mà họ thể hiện.

## Danh sách phim

### Kịch bản
- La Geste de Ségou (1989)

### Đạo diễn
- Des Yeux Pour Pleurer (1992) - Documentary
- Circulation Routiere (1993) - Documentary
- L'Enfant terrible (1993)
- L'enfant et l'hygiène corporelle (1993)
- L'enfant et la circulation routière (1993)
- Femmes et Développement (1995)
- Un mineur en milieu carcéral (1998)
- Petit à petit (2001)
- Daman da (2008)